# Церква Вознесіння Господнього (Миронівка)
Церква Вознесіння Господнього — національна пам'ятка архітектури у Миронівці. Споруджено за проектом губернського архітектора Миколи Насеткіна на честь перемоги у війні 1812 року.
Церква кам'яна, побудована в 1824 році коштом поміщика Мироненко Стефана Павловича, три престоли:  — в ім'я Вознесенія Господня, в ім'я Покрова Божої Матері, Архідіякона Стефана.

## Історичні відомості
За даними на 1908 рік:
53½ двори в приході, прихожан чоловічої статі — 214, жіночої — 218.
При церкві церковно-приходська школа.
Священник — Загродский Дмитро Олександрович, 30 років, закінчив курс Київської духовної семінарії, дружина та двоє дітей, священик — з 1902 року, в цьому приході — з 1902 року.
Псаломщик — Силенко Стефан Михайлович — з 1902 року.
До церкового приходу також відносились:
- село Козидуб — в 7 верстах: 31¾ двори в приході, прихожан чоловічої статі — 127, жіночої — 123;
- село Козинка (нині частина міста Верхівцеве) — в 4 верстах: 75½ двори в приході, прихожан чоловічої статі — 302, жіночої — 302;
- село Любимівка — в 5 верстах: 21¾ двори в приході, прихожан чоловічої статі — 89, жіночої — 85;
- село Любомирівка — в 5 верстах: 22¼ двори в приході, прихожан чоловічої статі — 87, жіночої — 102;
- хутір Римський в 7 верстах: 90¾ двори в приході, прихожан чоловічої статі — 363, жіночої — 350;
- село Семенівка — 55¾ двори в приході, прихожан чоловічої статі — 223, жіночої — 231;
- село Червоно-Іванівка — 55¾ двори в приході, прихожан чоловічої статі — 223, жіночої — 231.

## Визначні події
В цій церкві хрестили та відбувалось вінчання видатного дослідника та мецената Олександра Поля.